# The Flowers
The Flowers o Las Flores (chino simplificado: 乐队 花儿; chino tradicional: 乐队 花儿, pinyin: Huar Yuèduì) es una banda musical de género pop, rock y Mandapop formado en Pekín en 1998. El grupo está integrado por cuatro miembros: Dà Zhāng Wěi (lead vocals, guitar) (大张伟), Shí Xǐngyŭ (guitar) (石醒宇), Guō Yáng (bass guitar) (郭阳), y Wáng Wénbó (drums, percussion) (王文博). Desde entonces, han grabado y lanzado seis álbumes, el más reciente fue el 29 de septiembre de 2007.

## Miembros

### Da Wei Zhang
Da Zhang Wei (nacido Zhang Wei) el 31 de agosto de 1983 en Pekín. 

### Xingyu Shi
Shi Xingyu, llamado Xiao Yu (小宇), (nacido el 11 de enero de 1983). Xingyu fue el último en unirse a la banda en 2001. 

### Guo Yang
Guo Yang (nacido el 29 de mayo de 1978) en Pekín.

### Wang Wenbo
Wang Wenbo (nacido el 22 de octubre de 1982) en Pekín. 

## Discografía

### Álbumes
- 1999–Next to Happiness (幸福的旁边, Xingfu de pangbian)
- 2001–Strawberry Statement (草莓声明, Caomei shengming)
- 2004–I Am Your Romeo (我是你的罗密欧, Wo shi ni de luomiou)
- 2005–Blooming Dynasty (花季王朝, Hua ji wang chao)
- 2006–Hua Tian Xi Shi (花天囍世)
- 2007–Flower Age Pageant (花龄盛会, Hua Ling Sheng Hui)

The Flowers también contribuyó con dos canciones para Birds Fish Insects' en el álbum recopilatorio de 2000 (花鸟 鱼虫).

### Sencillos
- 2007–Qiong Kaixin (穷开心)